# Landkreis Augsburg
Landkreis Augsburg är ett distrikt i Schwaben, Bayern, Tyskland.

## Geografi
Distriktet ligger i den västra delen av Bayerns Schwaben.